# Fibra
Fibra – rodzaj sztucznej skóry, która jest otrzymywana przez sprasowanie papieru bawełnianego bądź celulozy nasyconego chlorkiem cynku.
Podział fibry:
- warstwowa,
- niewarstwową.

Cechy charakterystyczne fibry:  
- dobre własności mechaniczne,
- wysoka odporność na ścieranie,
- odporność na działanie tłuszczów oraz zimnej wody,
- daje się obrabiać mechanicznie oraz plastycznie.

Zastosowanie fibry: 
- na okładziny hamulcowe,
- niektóre części maszyn,
- jako materiał izolacyjny w elektrotechnice,
- do wyrobu galanterii.

Zobacz też: 
- preszpan,
- pergaminizowanie.